# 스코트나무타기캥거루
스코트나무타기캥거루(Dendrolagus scottae)는 캥거루과에 속하는 나무타기캥거루 유대류의 일종이다. 파푸아뉴기니 토리첼리 산맥의 아주 좁은 지역에서 서식한다. 자연 서식지는 아열대 또는 열대 기후 지역의 건조림이다. 서식지 감소와 사냥때문에 멸종 위험에 처해있다. 파푸아뉴기니에서의 사냥과 벌목 활동 때문에 멸종 위급종으로 분류되고 있다. 스코트나무타기캥거루는 주로 식용 고기로 사냥되며, 파푸아뉴기니 주민들의 주요 단백질 공급원이다. 건강 관리 향상 때문에 최근 몇년 동안 파푸아뉴기니 인구가 증가하고 있어서, 고기 수요가 증가하고 이 때문에 사냥이 늘고 있다. 게다가 스코트나무타기캥거루는 모피용으로도 포획되고 있고, 일부는 애완용으로 불법 거래되고 있다. 개 또한 스코트나무타기캥거루를 사냥한다. 개도 스코트나무타기캥거루를 사냥한다.